# Pawłówko (Poznań)
Pour les articles homonymes, voir Pawłówko.
Pawłówko (prononciation : [paˈvwufkɔ], en allemand : Paulsdorf) est un village polonais de la gmina de Buk dans le powiat de Poznań de la voïvodie de Grande-Pologne dans le centre-ouest de la Pologne.
Il se situe à environ 3 kilomètres au nord-ouest de Buk (siège de la gmina) et à 30 kilomètres à l'ouest de Poznań (siège du powiat et capitale régionale).

## Histoire
De 1975 à 1998, le village faisait partie du territoire de la voïvodie de Poznań.

Depuis 1999, Pawłówko est situé dans la voïvodie de Grande-Pologne.
Le village possède une population de 32 habitants en 2009.